# انيس جونزم
انيس جونزم (باللاتفية: Inese Jaunzeme)‏‏ (21 مايو 1932 في بلافيناس - 13 فبراير 2011 في ريغا) رامية الرمح، وطبيبة، وجَرّاحة من الاتحاد السوفيتي.

## الجوائز
- وسام النجوم الثلاثة
- وسام الراية الحمراء من حزب العمال
- جائزة سيد الرياضة السوفيتي التشريفية  [لغات أخرى]‏

## روابط خارجية
- انيس جونزم على موقع اللجنة الأولمبية الدولية (الإنجليزية)
- انيس جونزم على موقع أوليمبيديا (الإنجليزية)
- انيس جونزمعلى موقع اللجنة الأولمبية اللاتفية (مؤرشف) (اللاتفية)